# 3 czaszki Tolteków
3 czaszki Tolteków (ang. 3 Skulls of the Toltecs) – komputerowa gra przygodowa typu wskaż i kliknij, wyprodukowana przed Revistronic i wydana przez Time Warner Interactive w 1996 roku, a w Polsce w 1997 roku. Gra osadzona jest w klimacie westernu (spaghetti western), gdzie gracz wciela się w postać kowboja Fenimore’a Fillmore’a. Za sprawą zabójstwa, którego jest świadkiem, i zbiegu dziwnych okoliczności bohater zaczyna poszukiwać legendarnego skarbu Tolteków w Arizonie. 14 marca 2019 studio Casual Brothers wydało odświeżoną wersję gry na platformie Steam.

## Fabuła
Akcja gry rozgrywa się w Stanach Zjednoczonych w Arizonie w 1866 roku, w okresie niestabilności politycznej i chaosu po zakończonej rok wcześniej wojnie secesyjnej. Główny bohater – Fenimore Fillmore – staje się świadkiem napadu trójki bandytów na podróżnego handlarza. Fenimore próbuje uratować ofiarę, jednak przez przypadek przyspiesza śmierć starca. Przed śmiercią handlarz daje mu złotą czaszkę. Dowiaduje się, że jest ona kluczem do legendarnego skarbu Tolteków. Jednak okazuje się, że są jeszcze dwie takie czaszki. Od tej pory gracz ma za zadanie poprowadzić postać kowboja przez liczne przygody i wydarzenia, w celu zdobycia dwóch brakujących przedmiotów mogących zapewnić mu dostęp do bogactwa. Na swojej drodze napotyka bandytów, pułkownika Leconte, Apaczów, meksykańskich rewolucjonistów, właściciela destylarni, senatora, amerykańskich kawalerzystów, a także mieszkańców pobliskiego miasteczka.

## Rozgrywka
Jest to gra typu wskaż i kliknij z dwuwymiarową grafiką. Gracz eksploruje różne lokacje (m.in. wioska Apaczów, fort, miasto, klasztor, cmentarz, las, miejsce zabójstwa, miasto i poszczególne budynki w nim, klasztor, kryjówka rewolucjonistów), zbiera przedmioty potrzebne do wykonywania kolejnych zadań, prowadzi dialogi z innymi postaciami w grze (ok. 30 interaktywnych postaci). Mechanika gry jest podobna do tytułów spod znaku LucasArts. Wspomniane lokacje przemierza się na pieszo, na osiołku lub przy pomocy drezyny. Dostęp do kolejnych lokacji zyskuje się poprzez rozwiązywanie zagadek, co sprawia, że gra ma charakter liniowy.

Gra ma humorystyczny charakter. Stanowi parodię amerykańskiego westernu, a nawet spaghetti westernu.

## Odbiór gry
Portal Adventure Gamers określił grę mianem łatwej przygodówki. Recenzja uznała za średnie dźwięki w grze oraz podłożone głosy postaci. Podobnie skrytykowano cut scenes za to, że często nic nie wnoszą do rozwoju akcji w grze. Pozytywnie oceniono grafikę oraz użyte kolory. Pozytywnie odniesiono się do sposobu eksploracji lokacji oraz sposobu ich pokonywania. Portal Metzomagic uznał, że w 3 Czaszkach Tolteków gracz musi wykonać wiele zadań nie związanych z fabułą gry, co nie wpływa pozytywnie na odbiór produkcji. Mimo to pozytywnie oceniono grafikę. Uznano, że tytuł jest próbą adaptacji The Secret of Monkey Island na Dziki Zachód. Geeky Hobbies za zaletę gry uznał fabułę osadzoną w burzliwych dla Stanów Zjednoczonych czasach. Portal z jednej strony ocenił zagadki za ciekawe i mogące się spodobać wymagającym graczom, ale po pewnym czasie mogą się one stać irytujące dla młodych graczy. Na plus zaliczono wielość lokacji i ich zróżnicowanie. Jednak ich dostępność od początku wprowadza zamieszanie i dezorientację. Thumb Culture uznał grę za typowego reprezentanta wskaż i kliknij. Dla portalu minusem 3 czaszek Tolteków jest jednolite tło bez wyróżnienia obiektów i postaci, z którymi można wejść w interakcję. Wyróżniono natomiast grafikę i kolory.